# 한국출판문화상
한국출판문화상(韓國出版文化賞)은 한국일보가 출판문화 진흥을 위해 1960년에 제정한 상이다. 한국백상(百想)출판문화상이라고도 한다.

## 개요
전년도 11월~금년도 10월까지 발행한 도서 (개정판 및 이 기간 중 완간된 전집·시리즈물 포함) 가운데 심사를 하여 선정하며 1960년부터 2000년까지 40년동안 저작상을 한 번이라도 수상한 출판사는 모두 53개이고 1953년 창립한 일조각은 1963년 제4회 때 송욱의 '시학평전'을 출품해 첫 수상을 한 이후 9회부터 13회까지 5년 연속 저작상을 수상하는 등 16차례에 걸쳐 저작상을 수상했다.
옛 명칭은 '백상출판문화상'이었다. 백상은 한국일보 전 사주 장기영의 호이다. 처음에는 저작상만 시상하다가 1991년 제32회부터 출판상을 따로 정했다. 12월에 수상자를 발표한다.

## 역대 수상자
|      |        | 인문과학 저작상                                           | 사회과학 저작상                                           | 시사교양 저작상                                     | 출판상 |
| ---- | ------ | --------------------------------------------------------- | --------------------------------------------------------- | --------------------------------------------------- | --- |
| 1회  | 1960년 | 《고어사전》                                              | 《고어사전》                                              | 《고어사전》                                        | |
| 2회  | 1961년 | 《한등록》 《감은사》                                     | 《한등록》 《감은사》                                     | 《한등록》 《감은사》                               | 세계문학전집(전30권·정음사) 세계문학전집(전21권·을유문화사) |
| 4회  | 1963년 | 《안도산전서》 《시학평전》 《설화한국의 역사》           | 《안도산전서》 《시학평전》 《설화한국의 역사》           | 《안도산전서》 《시학평전》 《설화한국의 역사》     | 한국신작문학전집(을유문화사) 현대인 강좌(박우사) 국사대사전 상하권(지문각) 인간문화재(어문각) 새로운 육아백과(동지사) |
| 26회 | 1985년 | 《중국 근대 개혁운동의 연구》 《분단시대의 사회학》       | 《중국 근대 개혁운동의 연구》 《분단시대의 사회학》       | 《중국 근대 개혁운동의 연구》 《분단시대의 사회학》 | |
| 29회 | 1989년 | 《한국복식풍속사연구》 《한국헌법사》                     | 《한국복식풍속사연구》 《한국헌법사》                     | 《한국복식풍속사연구》 《한국헌법사》               | |
| 30회 | 1990년 | 《갑오경장연구》 《과학과 메타과학》                      | 《갑오경장연구》 《과학과 메타과학》                      | 《갑오경장연구》 《과학과 메타과학》                | 한국수공예미술 민중자서전 전5권 강좌 중국사 전7권 키케로의 의무론 한국전적인쇄사 빛깔있는 책들 격동기의 현장 과목별학습백과사전 한국 그 내면과 외면 까치 영재커리큘럼 |
| 41회 | 2000년 | 《고구려 고분벽화 연구》                                  | 《한국 현대정치사 서설》                                  | 《정치와 삶의 세계》                                | 제작: 정조대왕 화성행행 반차도 예술(사진): 조선후기 백자연구 예술(사진): 곤충의 비밀 등 13개 분야, 16종 |
| 42회 | 2001년 | 《시간의 철학적 성찰》                                    | 《국가와 권위》                                           | 《기호학의 즐거움》                                 | 사전=Chinese Characters in Korean(일조각) 문고=사계절 1318문고 전집=김교신전집 기획=한국 악기 편집=예술가로 산다는 것 사료정리=조선후기 궁중화원 연구 번역=이븐 바투타 여행기 어린이=인성교육 창작 동요(한성미디어) 어린이=마지막 박쥐 공주 미가야 사진=도산서원(한길사) 예술=조선 막사발 천 년의 비밀 장정=돈황 제작=나무도감 e북=키즈토피아 멀티 동화(와이즈북토피아)》 |
| 43회 | 2002년 | 《의술과 인구 그리고 농업기술》 《동방기독교와 동서문명》 | 《의술과 인구 그리고 농업기술》 《동방기독교와 동서문명》 | 《우리의 소리를 찾아서 1·2》                        | 번역: 김혜경(金惠經) 한밭대 중국어과 교수의 ‘요재지이’(민음사) 등 13개 부문에서 15종 |

|      |        | 학술 저술                                       | 교양 저술                                                 | 번역                                              | 편집                                                               | 어린이·청소년                                                |
| ---- | ------ | ----------------------------------------------- | --------------------------------------------------------- | ------------------------------------------------- | ------------------------------------------------------------------ | ------------------------------------------------------------ |
| 44회 | 2003년 | 《간다라미술》                                  | 《현산어보를 찾아서》(전5권)                              | 《퇴계와 고봉, 편지를 쓰다》                      | 《세계민담전집》(1차분 10권) 《태학 산문선》(전17권·태학사)        | 《보리 어린이 노래마을》시리즈(도서출판 보리)                |
| 45회 | 2004년 | 《한국의 전통생태학》(전2권)                    | 《헌법의 풍경》                                           | 《빈 서판-인간의 본성은 타고 나는가》             | 《한국생활사박물관》(전12권)                                       | 《엄마 마중》 《한국사 편지》                                |
| 46회 | 2005년 | 《조선왕조 의궤》                               | 《쾌도난마 한국경제》                                     | 《우주의 구조》 《세계종교사상사》(전3권)         | 《니체 전집》(전21권)                                              | 《도깨비와 범벅 장수》 《거북선》                            |
| 47회 | 2006년 | 《한국전쟁-38선 충돌과 전쟁의 형성》            | 《미래교양사전》                                          | 《사생활의 역사》(전5권) 《순수이성 비판》(전2권) | 《붓끝으로 부사산 바람을 가르다》                                  | 《풀들이 들려주는 위대한 백성이야기》                        |
| 48회 | 2007년 | 《공안파와 조선후기 한문학》                    | 《나쁜 사마리아인들》                                     | 《만들어진 신》                                   | 《소성(所聲)》                                                     | 《달인 시리즈》(전4권)                                       |
| 49회 | 2008년 | 《니벨룽의 보물》                               | 《나의 국토 나의 산하》(전3권)                            | 《진인각, 최후의 20년》                           | 《세밀한 일러스트와 희귀 사진으로 본 근대 조선》                   | 《보리 국어사전》                                            |
| 50회 | 2009년 | 《고구려 별자리와 신화》 《공동체론》           | 《로쟈의 인문학 서재》                                    | 《홀로코스트, 유럽 유대인의 파괴》1·2             | 《앤디 워홀 일기》                                                 | 《열정세대》                                                 |
| 51회 | 2010년 | 《마을로 간 한국전쟁》                          | 《좌우파 사전》                                           | 《파브로 곤충기》(전10권)                         | 《겨레전통도감》(전5권) 《한국의 초상화 - 형(形)과 영(影)의 예술》 | 《울기엔 좀 애매한》                                         |
| 52회 | 2011년 | 《정조와 불량선비 강이천》 《평등, 자유, 권리》 | 《LHC, 현대물리학의 최전선》                              | 《펠로폰네소스 전쟁사》                           | 《지혜로 지은 집, 한국건축》                                       | 《청소년을 위한 토론학교 시리즈》 《멋지기 때문에 놀러왔지》 |
| 53회 | 2012년 | 《사당동 더하기 25》                            | 《작지만 큰 한국사, 소금》                                | 《유럽문화사》                                    | 《나는 작은 회사에 다닌다》 《한국의 전통색》                      | 《장수탕 선녀님》                                            |
| 54회 | 2013년 | 《실크로드 사전》                               | 《역사평설 병자호란》1·2 《어메이징 그래비티》            | 《돈의 철학》                                     | 《외면하지 않을 권리》 《쓰레기 고서들의 반란》                    | 《어떤 아이가》                                              |
| 55회 | 2014년 | 《한국 자본주의》                               | 《우주의 끝을 찾아서》 《모멸감》                         | 《우리 본성의 선한 천사》                         | 《밀양을 살다》                                                    | 《진짜 코 파는 이야기》                                      |
| 56회 | 2015년 | 《현앨리스와 그의 시대》                        | 《노동여지도》 《세상 물정의 물리학》                     | 《주자평전》                                      | 《자기록: 여자, 글로 말하다》 《금요일엔 돌아오렴》                | 《대추 한 알》                                               |
| 57회 | 2016년 | 《중력파, 아인슈타인의 마지막 선물》            | 《우리는 왜 공부할수록 가난해지는가》 《우리말 절대지식》 | 《나쓰메 소세키 소설 전집》                       | 《아틀라스 역사시리즈》                                            | 《할머니의 여름휴가》 《다윈 영의 악의 기원》                |
| 58회 | 2017년 | 《포스트 휴먼이 온다》 《조선의 생태환경사》    | 《아픔이 길이 되려면》                                    | 《미국의 반지성주의》                             | 《아무튼 시리즈》                                                  | 《반질반질》                                                 |
| 59회 | 2018년 | 《한반도 화교사》                               | 《고기로 태어나서》                                       | 《카를 마르크스》                                 | 《한국역사연구회 시대사총서 전 10권》                              | 《손바닥 동시》                                              |
| 60회 | 2019년 | 《3월1일의밤》                                  | 《중공업 가족의 유토피아》                                | 《아름다움의 진화》                               | 《요리는 감이여》                                                  | 《우주로 가는 계단》 《강이》                                |
| 61회 | 2020년 | 《거대도시, 서울철도》                          | 《물질의물리학》                                          | 《힘든 시대를 위한 좋은 경제학》                  | 《한편》                                                           | 《5번레인》                                                  |
| 62회 | 2021년 | 《한국주택 유전자》                             | 《사이보그가 되다》                                       | 《자폐의 거의 모든 역사》                         | 《한반도 바닷물고기 세밀화 대도감》 《북클럽 자본 세트 전 12권》   | 《엄마도감》 《국경》                                        |
| 63회 | 2022년 | 《한국 사회학의 지성사》                        | 《인류 본사》                                             | 《에세》                                          | 《어딘가에는 ○○○이 있다》 《김군을 찾아서》                        | 《토마토 기준》 《무등이왓에 부는 바람》                     |
| 64회 | 2023년 | 《빈곤과정》                                    | 《동물권력》                                              | 《20세기, 그 너머의 과학사》                      | 《오뇌의 무도 주해》                                               | 《잘 헤어졌어》 《받침구조대》                               |

## 특별상
- 제46회 2005년 송영만 효형출판 대표
- 제47회 2006년 이중한 한국문화복지협의회 회장
- 제48회 2007년 이기웅 열화당 대표 / 파주출판도시 문화재단 이사장
- 제49회 2008년 박맹호 민음사 대표
- 제50회 2009년 윤형두 범우사 대표
- 제51회 2010년 정병규 정디자인 대표[142]
- 제52회 2011년 이구용 케이엘매니지먼트 대표[143]